# 顧諟
顧諟（?—?），字在瞻，清朝山陽人。
為黃宗羲之弟子。生卒年不詳。早年著《陸學傳習錄》，內容對陸九淵和王陽明頗有非議。自甬上歸來後，自覺是“一知半解，心粗膽大，妄議先儒。”於是盡焚其著作，日後求實學，戒空談。黃宗羲生前撰《宋元學案》，僅成十七卷而卒，其子黃百家續作八卷，再由弟子全祖望、楊開沅、顧諟等人進行補述。